# Арнольд, Николай Владимирович
Никола́й Влади́мирович Арно́льд (1 января 1895, Симбирск — 9 сентября 1963, Москва) ― поэт Серебряного века, сотрудник газеты «Утро Сибири», сотрудник Государственного литературного музея. Потомок поэта-сатирика конца XVIII века С. Н. Марина. Близкий друг Б. А. Садовского.

## Биография
Родился в семье военного, отец-полковник был командиром роты. Во время Первой русской революции Николай был определён в кадетский корпус и обучался в нём до 1913 года. Начал сочинять стихи и прозу, которые публиковались в печатном кадетском журнале, а потом в газете «Симбирянин». После окончания кадетского корпуса поступил в Московский коммерческий институт.
С началом 1 мировой войны его призвали в военное училище, а после его окончания направили на службу в лейб-гвардии Царскосельский стрелковый полк. На фронте заболел тяжёлой формой ревматизма, после чего был демобилизован и поселился в Москве. Здесь небольшим тиражом вышел его первый сборник стихотворений и рассказов. Рабатывал в Обществе инвалидов, где организовывал курсы бухгалтеров, иностранных языков, стенографии, машинописи. В качестве председателя артели при этой организации он работал до 1934 года
Во время Гражданской войны в конце 1918 года некоторое время служил делопроизводителем в белой контрразведке в Симбирске. Выступал с пропагандистскими стихами (например «Мы победим!» Бердяуш: Осведомительная канцелярия Штаба 3 армии, 1919. С. 2).
После войны вернулся на должность председателя артели и работал до 1934 года, когда по рекомендации академика М. А. Цявловского был принят в Государственный литературный музей старшим научным сотрудником. Был командирован в Воронеж и Рязань для разысканий в архивах документов и материалов о С. Н. Марине. Затем занимался разборкой и описанием архива редактора журнала «Русский архив» П. И. Бартенева. На основании этих и других фондов публиковал в томах «Литературного наследства» статьи.
Во время Великой Отечественной войны был эвакуирован из Москвы. После вернулся на прежнюю работу. В 1949 году в связи с ухудшением здоровья оставил Литературный музей и устроился на работу в переводческо-библиографическую группу инвалидной организации.
Похоронен на Ваганьковском кладбище.